# Zuckerman encadenado
Zuckerman encadenado es una compilación de tres novelas y una novela corta del autor estadounidense Philip Roth. Las cuatro obras narran los conflictos personales y carrera literaria del alter ego de Roth, Nathan Zuckerman. 

## Contenido
La compilación consiste de tres novelas (entre paréntesis se indica la fecha de publicación original):
- La visita al Maestro (1979)
- Zuckerman Unbound (1981)
- La lección de anatomía (1983)

Y una novela corta como epílogo:
- La orgía de Praga

## Recepción
Harold Bloom dijo en The New York Times que las tres primeras novelas de Zuckerman «algo razonablemente cercano al nivel más alto de elogio estético para la tragicomedia».

## Otras ediciones
En 2007, el libro fue republicado en inglés por Library of America bajo el título Zuckerman Bound: A Trilogy & Epilogue 1979–1985. Esta versión incluye un guion inédito para televisión de La orgía de Praga.